# Diogo Gomes
Diogo Gomes de Sintra (c. 1420 – antes de 1502), conocido también como Diego Gomes, fue un navegante y explorador portugués del siglo XV al servicio del príncipe Enrique el Navegante. Sus memorias fueron dictadas al final de su vida a Martin Behaim. Son un relato inestimable (aunque a veces inconsistente) de los descubrimientos portugueses y una de las principales fuentes de los historiadores sobre la época. Exploró la costa africana hasta el río Geba y remontó el río Gambia hasta la ciudad de Cantor, y luego descubrió algunas de las islas del archipiélago de Cabo Verde (también reclamada por el italiano Antonio da Noli).

## Biografía

### Primeros años
Probablemente oriundo de Lagos, en el Algarve, Diogo Gomes comenzó como paje en la casa del príncipe Enrique el Navegante, y posteriormente ascendió al rango de cavaleiro (caballero) hacia 1440. Diogo Gomes habría participado en 1445 en la redada esclavista organizada por comerciantes de Lagos y dirigida por Lançarote de Freitas en los bancos arenosos de la bahía de Arguin, y afirmaba haber capturado personalmente 22 esclavos bereberes sin ayuda. (El cronista Zurara, que relató esos raids con cierto detalle, no parece tener noticia de Diogo Gomes, aunque sí menciona un cierto "Picanço, que más tarde João de Barros sugiere en realidad era la nave y el apodo de un "Gomes Pires", posiblemente una referencia a Diogo Gomes).
Fue nombrado secretario (escribano) real (escrivão da carreagem real) el 12 de junio de 1451, y continuó al servicio tanto del príncipe Enrique como de la Corona portuguesa.

### Expediciones
En 1456 (año arriba, año abajo, su relato no da una fecha exacta), Diogo Gomes fue enviado por el príncipe Enrique al mando de tres barcos por la costa de África Occidental. Gomes afirma que iba acompañado por un cierto Jacob, un intérprete "indio", que algunos historiadores tempranos han tomado como una rara indicación de que el príncipe Enrique preveía alcanzar la India en esta primera etapa (pero los historiadores modernos encuentran esto improbable; Russell señala que en esa época, "indio" se usaba comúnmente como apodo de etíope, y que la mayor esperanza de Enrique podría haber sido alcanzar las tierras del mítico Preste Juan).
Gomes dijo haber llegado hasta un Rio Grande (el moderno río Geba, en Guinea Bissau), un gran salto más allá del último punto conocido que habían alcanzado los portugueses. Pero las fuertes corrientes encontradas por Gomes, hacían que sus oficiales y soldados temían estar acercándose al extremo del océano, por lo que volvieron. A su regreso, Gomes llegó al río Gambia y lo remontó una distancia considerable, unas 50 leguas (250 millas), llegando hasta la principal ciudad comercial de Cantor, un emporio en el comercio de oro de Malí. Diogo Gomes se da el crédito de ser el primer capitán portugués que entabló contactos pacíficamente con los nativos de esa región (todas las expediciones anteriores habían sido esquivadas u hostiligadas en la costa de Senegambia, aunque Alvise Cadamosto también había navegado con éxito ese mismo año). En Cantor, Gomes recogió mucha información sobre el comercio de oro y de las rutas que unían las regiones mineras auríferas de Senegal y del Alto Níger, de las ciudades de Kukia y Tombuctú y de las rutas del comercio Trans-Sahariano que se extendían hasta la costa marroquí.
Aunque la región era principalmente musulmana, Gomes parece haberse ganado para la cristiandad y la lealtad portugués al menos a un jefe importante, llamado Numimansa, con su corte. Teixeira da Mota identifica a Numimansa como el jefe de los Nomi Bato, y que pudo haber sido el mismo jefe responsable de la muerte de los exploradores anteriores Nuno Tristão en 1446-1447 y de Vallarte en 1447-1478.  Los Nomi Bato eran probablemente ancestros de los modernos niominkas del delta del río Saloum, que aunque actualmente están clasificados como una tribu serer, fueron probablemente en origen mandingas (o al menos aculturados mandingas) en ese momento

### Retorno a Portugal
Algún tiempo después de regresar a Portugal, Diogo Gomes fue nombrado (o recompensado) con la lucrativa posición de almoxarife (receptor de impuestos reales) de la ciudad de Sintra (estaba sin duda en ese cargo en octubre de 1459). Permanecería en esa posición hasta 1479-1480 (y continuó utilizando el título como una cortesía a partir de entonces hasta su muerte).
Diogo Gomes hizo otro viaje de África en 1462 (que algunos historiadores fechan en 1460). Navegó hasta el delta del río Saloum (Rio dos Barbacins) en Senegambia, para comerciar con los serer del reino de Sine y de Saloum. Allí se topó con la carabela del capitán genovés Antonio de Noli, y juntos cartografiaron un viaje de vuelta. En el regreso, Diogo Gomes tropezó con las islas de Cabo Verde, y afirma haber sido el primero en desembarcar y nombrar la isla de Santiago (su prioridad es impugnada por Cadamosto). Diogo Gomes habló, con un poco de resentimiento, de cómo Antonio de Noli logró llegar a Lisboa antes que él y se aseguró la capitía de la isla de Santiago ante el rey antes de su llegada.
El príncipe Enrique había muerto en 1460, y Diogo Gomes, después de su regreso, se retiró de exploración activa y siguió una carrera con el sobrino de Enrique y heredero Fernando de Viseu y la corte real. En 1463, fue nombrado escudeiro del rey Alfonso V de Portugal. En 1466, obtuvo una generosa pensión real de 4.800 reales, a la que se adjunta deberes como magistrado en Sintra (juiz das cousas e feitorias contadas de Sintra). En una fecha incierta, también fue nombrado magistrado en las inmediaciones Colares (juiz das sisas da Vila de Colares, de lo que hay confirmación de 5 de marzo de 1482).

### Muerte
Su fecha de muerte es incierta.  Algunos dan fechas tan tempranas como 1485, aunque el historiador Peter Russell sugiere que vivió al menos hasta 1499. Se tiene la confirmación de que estaba ciertamente muerto en 1502, a partir del registro de una indulgencia por su alma pagada por su viuda.

## Memorias
Ya a edad avanzada, Diogo Gomes dictó oralmente sus memorias al cartógrafo alemán Martin Behaim durante la estancia de éste en Portugal.  La fecha exacta de la relación es incierta, y podría ser en cualquier momento entre 1484 (llegada de Behaim) a 1502 (cuando se tiene la confirmación de la muerte de Gomes). El historiador Peter Russell data tentativamente la entrevista alrededor de 1499, dado que el relato se refiere a la muerte de Antonio de Noli, que ocurrió alrededor de ese tiempo. Es probable que Gomes haya dictado en portugués, probablemente mediante un intérprete, y Behaim lo escribió en latín (o, alternativamente, en alemán, y sólo más tarde transcrito al latín).
Las memorias resultantes, bajo el título De prima inuentione Guineae ("Del primer descubrimiento de Guinea"), son el único manuscrito contemporáneo sobreviviente, aparte de la crónica oficial de Gomes Eanes de Zurara, que intenta dar un relato cronológico de todos los descubrimientos de Enrique. El manuscrito también tiene otras dos partes, De insulis primo inventis in mare Occidentis  (un relato del descubrimiento de las islas Canarias y del grupo de Madeira) y  De inventione insularum de Acores (que tiene el único registro detallado del descubrimiento portugués de las islas Azores, que escatima Zurara en su crónica).
Los historiadores generalmente tratan el relato de Diogo Gomes con precaución, ya que muchas causas —su inclinación por la autopromoción, su avanzada edad, su intento de recordar sucesos acaecidos más de dos décadas después, los malentendidos por el intérprete de Behaim, la prisa de la transcripción (el latín es bastante pobre, lo que sugiere que fue escrito a toda prisa) y, posiblemente, incluso algunas alteraciones complementarias del material por el editor Valentim Fernandes— han contribuido a que sea un documento imperfecto, con numerosos pequeños errores e inconsistencias.  No obstante, es un documento enormemente valioso, que tiene detalles que no se encuentran en otros.
Entre otras novedades, las memorias de Gomes son el único registro de lo que parece haber sido la primera expedición portuguesa, una expedición de 1415 a Gran Canaria de João de Trasto (aunque probablemente sea sólo una referencia errónea de la expedición de 1424 de Fernando de Castro). Gomes también da la primera descripción detallada del redescubrimiento de las Azores por los portugueses al servicio del príncipe Enrique.
Las memorias son notables por iluminar el carácter y el propósito del príncipe Enrique el Navegante, atribuyendo al príncipe un propósito científico y comercial deliberado en la exploración. Gomes señala que Enrique enviaba sus carabelas para buscar nuevas tierras (ad quaerendas terras) por su deseo de conocer las partes más distantes del mar occidental, y con la esperanza de encontrar islas o terra firma  más allá de los límites establecidos por Claudio Ptolomeo (ultra descriptionem Tolomei);  por otro lado, su información sobre el comercio nativo desde Túnez a Tombuctú y la Gambia ayudó a inspirar su persistente exploración de la costa de África Occidental para buscar esas tierras a través del mar. En los barcos del príncipe se utilizaban cartas náuticas y cuadrantes (como hizo el mismo Diogo Gomes para llegar a las islas de Cabo Verde). Enrique, en el momento del primer viaje de Diogo Gomes, mantenía correspondencia con un comerciante de Oran que lo mantenía informado sobre los acontecimientos, incluso en la zona de influencia de Gambia; y, antes del descubrimiento del Senegal y Cabo Verde en 1445, Gomes afirma que el príncipe real ya había obtenido información fiable de la ruta hacia Tombuctú. Diogo Gomes da un conmovedor relato de la última enfermedad y muerte del príncipe Enrique.
Sólo hay un manuscrito de las memorias de Diogo Gomes, que forma parte de una colección de relatos diversos de expediciones portuguesas originalmente compilado en 1508 por el impresor alemán con sede en Lisboa conocido como Valentinus Moravus o (en portugués, como "Valentim Fernandes").  Esta colección permaneció inédita y desconocida hasta que en 1845 J.A. Schmeller descubrió una copia en la Hof- und Staats-Bibliothek  de Múnich (Hisp Codex. 27). El texto original latino fue impreso en 1847 por Schmeller en las actas de la Academia Bávara de Ciencias. Ha sido traducido y reimpreso varias veces desde entonces. Una traducción parcial al inglés fue publicada en 1937 y una traducción completa al francés en 1959.

## Obras
Fue el único navegante del círculo del infante que dejó testimonio de sus propias navegaciones. Estas fueron transmitidas oralmente a Martin Behaim, en esa época radicado en Portugal, que sería autor del «Globo de Núremberg» (ca. 1492), una de las influencias de Cristóbal Colón en su proyecto de navegar hacia el Oriente por el Occidente. Behaim redactó esas notas en latín con el título de De prima inuentione Guinee [De la primera invención de Guinea], inserta en el Manuscrito Valentim Fernandes. Este relato, también denominado como «Relación de Diogo Gomes», es esencial para el estudio del inicio de la navegación marítima portuguesa. El manuscrito comprende otras dos partes: «De insulis primo inventis in mare Occidentis» y «De inventione insularum de Azores», este último el único relato contemporáneo del redescubrimiento de las islas Azores por los portugueses.
En términos de historiografía, no ha sido pacífica la atribución de la autoría de la narrativa oral de Diogo Gomes a Behaim. En un estudio introductorio en la reciente edición de ese texto, el latinista Aires Nascimento devuelve a Diogo Gomes su autoría, demostrando la falta de consistencia de otras atribuciones y apuntando que el manuscrito representa un apógrafo en que el impresor moravo introdujo correcciones preparatorias de una edición que nunca se realizó.
Algunas ediciones:
- "De prima inventione Guineae, qualiter fuit inventa Aethiopia australis quae Libya inferior nuncupatur ultra descriptionen Potlemaei, qaeu Agizimba nominabatur, nunc vero Guinea ab inventoribis Portugalensibus nuncupata est usque hodiernum diem, quam inventionem retulit Dioguo Gomez Almoxeriff palatii Sinterii Martino da Bohemia inclito militi Alemano" p.18, "De insulis primo inventis in mari océano occidentis, et primo de Insulis fortunatis, quae nunc de Canaria vocantur" p.34 y "De inventione insularum de Açores" p.40, en J.A. Schmeller (1847) "Ueber Valentim Fernandez Alemão und seine Sammlung von Nachrichten über die Entdeckungen und Besitzungen der Portugiesen in Afrika und Asien bis zum Jahre 1508, enthalten in einer gleichseitigen portugiesischen Handschrift der köngl. Hof-und Staats-Bibliothek zu München.", Abhandlungen der Philosophisch-Philologischen Classe der Königlich Bayerischen Akademie der Wissenschaften, Munich, Vol. 4, Parte 3. online

- Traducción al portugués de Gabriel Pereira (1898–99) como "As Relações do Descobrimento da Guiné e das ilhas dos Açores, Madeira e Cabo Verde" in Boletim da Sociedade de Geografia de Lisboa, no. 5 online

- Traducción parcial aI inglés como "The Voyages of Diogo Gomes" in Gerald Roe Crone, editor, (1937) The voyages of Cadamosto and other documents on Western Africa in the second half of the fifteenth century. Londres: Hakluyt Society.

- António Baião (1940) O Manuscrito 'Valentim Fernandes', Lisboa: Academia Portuguesa da Historia

- Traducción al francés en T. Monod, R. Mauny and G. Duval (1959) De la première découverte de la Guinée: récit par Diogo Gomes (fin XVe. siècle), Bissau: Centro de Estudos da Guiné Portuguesa.

- Jose Pereira da Costa (1997) Códice Valentim Fernandes, Lisboa: Academia Portugues da Historia.

- Traducción portuguesa revisada en Aires Augusto Nascimento (2002) Descobrimento primeiro da Guiné. Lisboa: Colibri.

## Libros
- Richard Henry Major, Life of Prince Henry the Navigator, pp. xviii., xix., 64-65, 287-299, 303-305 (London, 1868)
- CR Beazley, Prince Henry the Navigator, 289-298, 304-305
- Introduction to Azurara's Discovery and Conquest of Guinea, ii., iv., xiv., xxv.-xxvii., xcii.-xcvi. (London, 1899).
- Aurelio de Oliveira (2004) "As missoes de Diogo Gomes de 1456 e 1460", Estudos em Homenagem a Luis Antonio de Oliveira Ramos, Porto. en línea
- Russell, Peter E. (2000) Prince Henry 'the Navigator': a life. New Haven, Conn: Yale University Press.
- Teixera da Mota, Avelino (1946) "A descoberta da Guiné", Boletim cultural da Guiné Portuguesa, Vol. 1. Part 1 in n.º 1 (Jan), p. 11-68, Pt. 2 in n.º 2 (Apr), p. 273-326; Pt. 3 in n.º 3 (Jul), p. 457-509.